# Eurypylos (syn Euemona)
Eurypylos – syn Euajmona, króla Ormenion w Tesalii, uczestnik walk o Troję.
Po podziale łupów otrzymał wykonaną przez Heraklesa skrzynkę z wizerunkiem Dionizosa; po otwarciu jej ogarnął go szał; wyrocznia delficka nakazała mu złożyć skrzynkę w miejscu, gdzie składają ofiary z ludzi; w Patrai Eurypylos trafił na taką uroczystość poświęconą Artemidzie i tam złożył swój dar; stał się przyczyną zaniechania krwawych ofiar dla Artemidy i wprowadzenia kultu Dionizosa.